# امان‌الله حسین‌پور
امان‌الله حسین‌پورسیاستمدار اصولگرا ایرانی است. وی توانست در یازدهمین انتخابات مجلس شورای اسلامی با کسب ۱۹ هزار و ۳۱۲ رای، از حوزه انتخابیه اسفراین و سست از استان خراسان شمالی انتخاب گردد.